# Mieux qu’ici-bas
Mieux qu’ici-bas — четвёртый студийный альбом франкоканадской певицы Изабель Буле, выпущенный компаниями V2 Records и les Productions Sidéral в сентябре 2000.

## Список композиций
| №                   | Название                                               | Длительность |
| ------------------- | ------------------------------------------------------ | ------------ |
| 1.                  | «Parle-moi» (Дж. Каплер)                               | 3:46         |
| 2.                  | «Jeu tentant» (Жан Фок)                                | 3:46         |
| 3.                  | «Un jour ou l'autre» (Мари Флоранс Гро, Патрик Брюэль) | 3:49         |
| 4.                  | «Jamais assez loin» (Закари Ричард, Луиза Форестье)    | 3:49         |
| 5.                  | «Trop de choses» (Жан Фок)                             | 4:05         |
| 6.                  | «Cœur combat» (Дидье Големанас / Даниель Сефф)         | 4:11         |
| 7.                  | «Mieux qu'ici-bas» (Дидье Големанас / Даниель Сефф)    | 4:08         |
| 8.                  | «Je m'en contenterai» (Серж Лама)                      | 3:40         |
| 9.                  | «Quand vos cœurs m'appellent» (Дж. Каплер)             | 3:40         |
| 10.                 | «Je n'voudrais pas t'aimer» (Закари Ричард)            | 4:12         |
| 11.                 | «C'était notre histoire» (Элизабет Анаис)              | 3:54         |
| 12.                 | «Quelques pleurs» (Закари Ричард)                      | 3:44         |
| 13.                 | «Où tu t'en vas?» (Мари Флоранс Гро, Патрик Брюэль)    | 4:20         |
| 14.                 | «Nos rivières» (Дидье Големанас / Даниель Сефф)        | 4:35         |
| Общая длительность: | Общая длительность:                                    | 56:05        |

## Альбом
Альбом, над которым работали квебекцы Луиза Форестье, Диана Телль и Франс Д'Амур, и французы Джимми Каплер (брат Жан-Жака Гольдмана), Зази, Патрик Брюэль, Рикардо Коччанте, Даниель Сефф и Жан Фок, стал самым большим успехом певицы. Во Франции он держался в чартах в течение двух лет (106 недель), в Валлонской Бельгии 57 недель, и разошёлся более чем полутора миллионами копий. 16 ноября 2002, после того, как продажи превысили миллион, Mieux qu’ici-bas был сертифицирован SNEP как бриллиантовый диск.
Турне в поддержку альбома проходило с октября 2000 по февраль 2001, и включало выступление в «Олимпии» 4 декабря. Новые концерты в этом зале состоялись 21—22 февраля 2001. Через несколько дней Изабель Буле получила приз Виктуар де ла мюзик в категории «Открытие года». Диск также был награждён во вновь созданной категории «альбом Открытие года».
Вернувшись в Квебек, Буле дала серию из ста концертов, закончившуюся в сентябре, после чего состоялось европейское турне с триумфальным выступлением в «Зените» 16 октября. В ноябре 2001 на 23-й гала-церемонии Adisq Изабель Буле в третий раз подряд стала певицей года, получив премию Феликс за лучший поп-альбом года и за лучший спектакль. Кроме этого, альбом номинировался в категории лучших продаж, композиция Jamais assez loin — в категории самой популярной песни, Un jour ou l’autre — в категории видеоклипа года, а сама певица — в номинации самого знаменитого квебекского артиста за пределами страны.
В 2002 году Буле номинировалась на Виктуар де ла мюзик как лучшая певица года, и на премию Феликс как самый знаменитый квебекский артист за пределами страны, четвёртый раз подряд стала певицей года в Квебеке, альбом снова номинировался на премию Феликс в категории лучших продаж, Jamais assez loin — на самую популярную песню, Mieux qu’ici-bas — на видеоклип года.
В 2001 году диск был переиздан во Франции в составе компиляции Il était une voix…Isabelle Boulay (2×CD, бокс-сет), вместе с альбомом États d'amour.

## Критика
Музыкальные критики восприняли альбом не столь однозначно, как публика. Журналист монреальского двухнедельника Voir, традиционно настроенного весьма критично и снобистски, в редакционном обзоре концертов съязвил по поводу осуществления давней мечты певицы о сольном выступлении в «Олимпии» («парижской, ясное дело»), высказал мнение, что «варьетизированный» репертуар Буле, начинавшей как кантри-певица, свидетельствует о «кризисе идентификации», вызванном влиянием продюсера и новых французских друзей (Брюэля, Сильвена Мишеля и Сержа Лама), и призвал публику не очаровываться «благородством визуального плана, призванного скрыть печальную реальность: песни Изабель Буле — одна напыщенная тоска».

## Чарты
| Чарт (2000—2002)      | Место |
| --------------------- | ----- |
| Canadian Albums Chart | 4     |
| Top Albums France     | 6     |
| Ultratop (Wallonia)   | 4     |
| Swiss Albums Chart    | 65    |
| German Albums Chart   | 91    |